# Stachelschichtpilzverwandte
Die Familie der Stachelschichtpilzverwandten (Echinodontiaceae) umfasst Nichtblätterpilze aus der Ordnung der Täublingsartigen (Russulales), die in zwei Gattungen unterteilt werden. Echinodontium bildet konsolen- oder muschelförmige Fruchtkörper und hat ein stacheliges Hymenophor und Lauriela ist ein Krustenpilz. Die teils parasitischen, teils saprobiontischen Weißfäulepilze sind überwiegend auf der nördlichen Halbkugel und hier in Nordamerika und Ostasien verbreitet. In Europa ist die Familie nur mit zwei Arten vertreten.

## Merkmale
Die Vertreter der Familie haben Fruchtkörper mit einem glatten Hymenium, oder es sind Konsolenpilze mit einem zahnigen oder stacheligen Hymenophor. Die Basidiosporen sind amyloid und das Hyphensystem dimitisch oder trimitisch. Die Pilze bauen ihr Substrat über eine Weißfäule ab. Die holzpathogenen Pilze der Gattung Echinodontium erzeugen in ihrem Wirt eine Kernfäule. Ein weiteres, wichtiges Merkmal sind die dickwandigen, inkrustierten Zystiden.

## Ökologie und Verbreitung
Die Familie ist überwiegend auf der nördlichen Halbkugel und hier in Nordamerika und Ostasien verbreitet. In Europa ist sie nur mit zwei Arten vertreten. Der Taiga-Schichtpilz (Laurilia sulcata) ist mehr oder weniger über ganz Europa verbreitet, während der sehr seltene Stachelschichtpilz Echinodontium ryvardenii wohl nur im Mittelmeerraum vorkommt.
Die Vertreter der Familie sind teils parasitische, teils saprbobiontische Weißfäulepilze, die sowohl Laub- als auch Nadelbäume angreifen, wobei die meisten Arten auf Nadelholz wachsen.

## Inhaltsstoffe
Aus den Kulturmedien von Echinodontiumarten wurden einige neue Sesquiterpene isoliert. Dabei handelt es sich um Illudalane und Protoilludane, die sich von trans, trans-Farnesol ableiten. Zahlreiche Sesquiterpene aus Pilzen besitzen pharmakologisch interessante Eigenschaften. Einige haben eine antibiotische oder cytostatische Wirkung, weshalb man diese Substanzen gezielt untersucht. Bei der Suche nach neuen interessanten Verbindungen wurden vier Protoilludane (Echinocidin A-D) aus dem Kulturüberstand von Echinodontium tsugicola isoliert. Protoilludane sind polyzyklische Sesquiterpene mit einer 5/6/4-Ringstruktur. Aus dem Kulturüberstand von Echinodontium japonicum wurde Echinolacton A-D isoliert, sowie das schon bekannte Neoilludol, ein Stereoisomer des Echinocidin B. Echinocidin A, aber ganz besonders Echinocidin B regt das Wurzelwachstum von Pflanzen an.

## Systematik
1961 schuf der niederländische Mykologe M.A. Donk die Familie der Echinodontiaceae. Sie enthielt vorerst nur die Typusgattung, in die Donk drei Arten stellte. 1964 überarbeitet Henry L. Gross die Familie in seiner Monographie "The Echinodontiaceae" und erweiterte die Familie um drei weitere Arten, die nun mit E. taxodii und E. sulcatum auch zwei resupinate bis effusoreflexe Arten enthielt. 1981 trennte Walter Jülich die resupinaten Arten von der Gattung Echinodontium ab und stellte sie in seine neue Gattung Laurilia. Neuere molekularbiologische Untersuchungen der Phylogenie haben gezeigt, dass die Echinodontiaceae zur russuloiden Abstammungsgemeinschaft gehören. Die genaue Abgrenzung des Taxons innerhalb der Täublingsartigen ist allerdings noch unklar und umstritten.
E. und K.H. Larsson fanden, dass Echinodontium und Laurilia zusammen mit Bondarzewia und Heterobasidion eine Abstammungsgemeinschaft bilden und plädierten dafür, die Gattungen in die Familie der Bondarzewiaceae zu stellen. Ihre Ergebnisse stehen im Widerspruch zu den Ergebnissen von S. Miller und seinen Mitautoren. In ihrem Stammbaum bilden Echinodontium, Laurilia und Heterobasidion eine Abstammungsgemeinschaft, während Bondarzewia eine eigene, unabhängige Abstammungslinie bildet. Andere Mykologen, unter ihnen M. Tabata und Binder, fanden hingegen, dass Echinodontium und Amylostereum nahe verwandte Schwestergattungen sind.
M. Tabata und seine Mitarbeiter hielten es wegen der ihrer Meinung nach nahen phylogenetischen Verwandtschaft von Amylostereum und Echinodontium für sinnvoll, beide Gattungen in der Familie der Echinodontiaceae zu vereinen. Indiez für eine Verwandtschaft sind die in allen drei Gattungen auftretenden, inkrustierten, dickwandigen Zystiden und das Auftreten eines dimitischen Hyphensystems.